# Yellow Head Disease
Yellow Head Disease ist eine anzeigepflichtige Erkrankung, von der Krustentiere betroffen sind.
Erfolgreiche experimentelle Infektionen sind für zahlreiche Arten beschrieben worden. Die Krankheit hat ihren Namen von der charakteristischen, aber nicht immer vorfindbaren gelblichen Verfärbung des Cephalothorax durch das darunterliegenden Hepatopankreas bei infizierten Tieren. Die Inkubationszeit beträgt sieben bis zehn Tage. Die Diagnostik erfolgt mittels RT-PCR.
Theoretisch wäre auch eine Diagnostik mithilfe eines Immunblots möglich, diese hat allerdings eine geringere Genauigkeit.
Bisher wurden Ausbrüche in China, Taiwan, Indien, Indonesien, Malaysia, den Philippinen, Sri Lanka, Thailand und Vietnam  beobachtet.
Das erste Auftreten wurde 1992 in Thailand beobachtet. Die damalige Ausbreitung hatte wirtschaftliche Schäden von geschätzt 30 Millionen US-Dollar zur Folge. Im Jahr 1995 wurde erstmals ein Fall in der westlichen Hemisphäre, in Texas, bestätigt. Inzwischen wurde auch nachgewiesen, dass das YHV auch in gefrorenen Importen von Krustentieren zu finden ist und in dieser Form auch ansteckend auf andere Krustentiere sein kann.

## Erreger

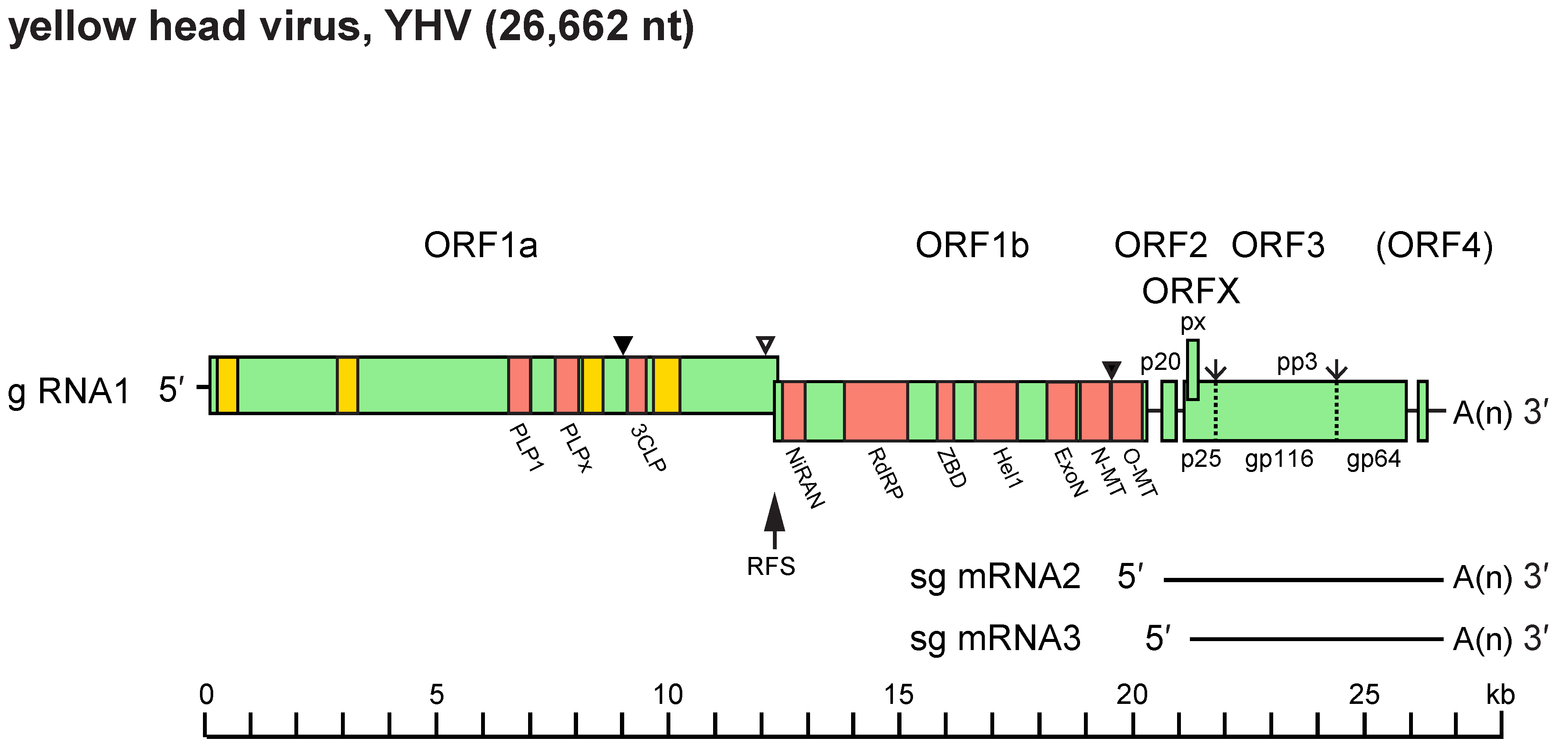
Schematische Darstellung der RNA

Auslöser ist der Genotyp 1 des Yellow head virus (YHV, Spezies Okavirus flavicapitis) aus der Virusordnung Nidovirales.

## Therapie
Zur Behandlung wird bisher doppelsträngige DNA der YHV-Protease eingesetzt.